# Zubří (okres Žďár nad Sázavou)
Zubří (německy Zubrzy) je obec v okrese Žďár nad Sázavou v Kraji Vysočina. Žije zde 534 obyvatel.

## Historie
První písemná zmínka o obci pochází z roku 1348. Poblíž obce se nalézá Pomník broučků Jana Karafiáta.
V letech 1992–2010 působil jako starosta Ing. Vladimír Novotný, od roku 2010 tuto funkci zastává Jiří Havlíček.

## Galerie

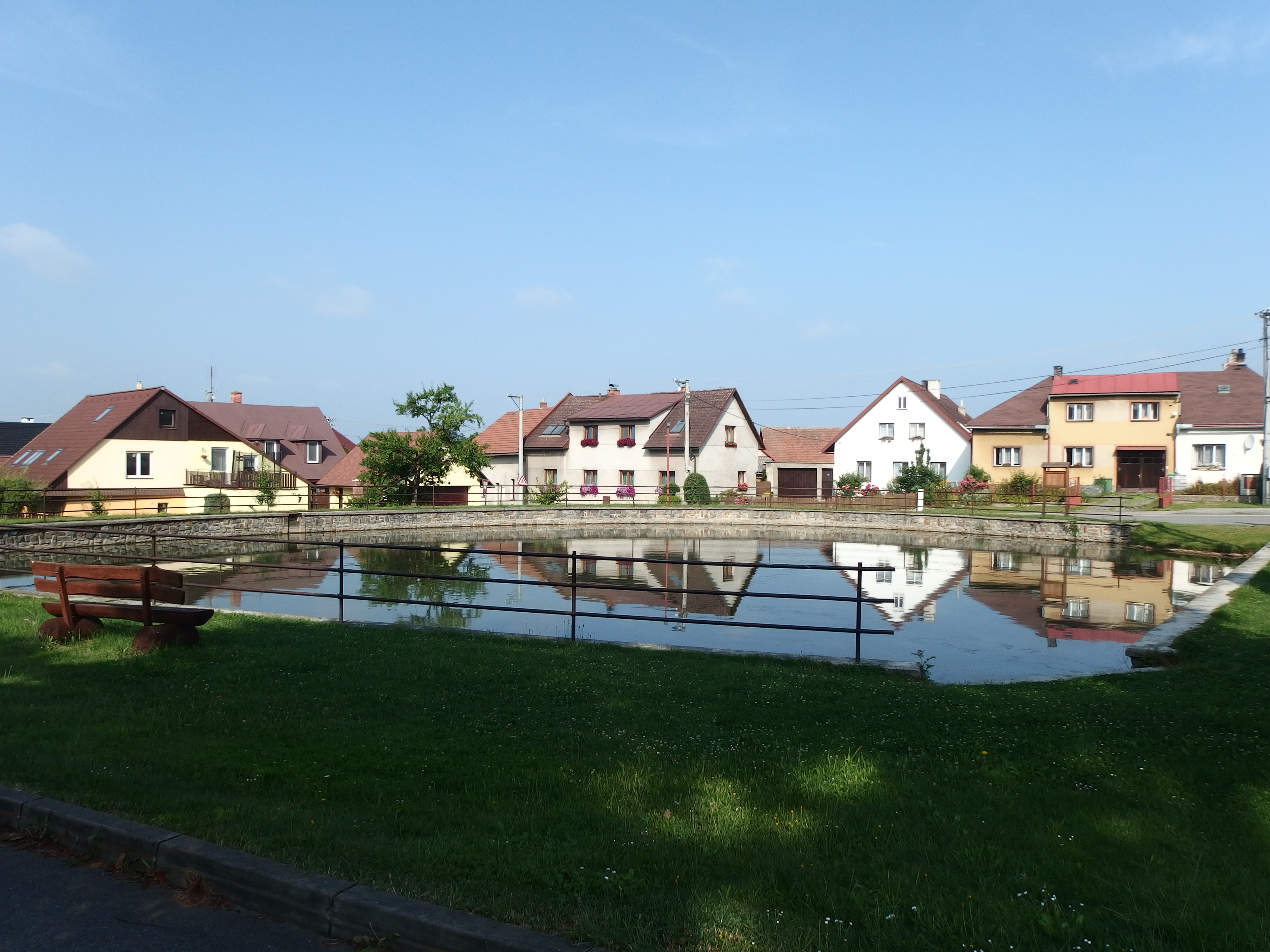
Návesní rybník
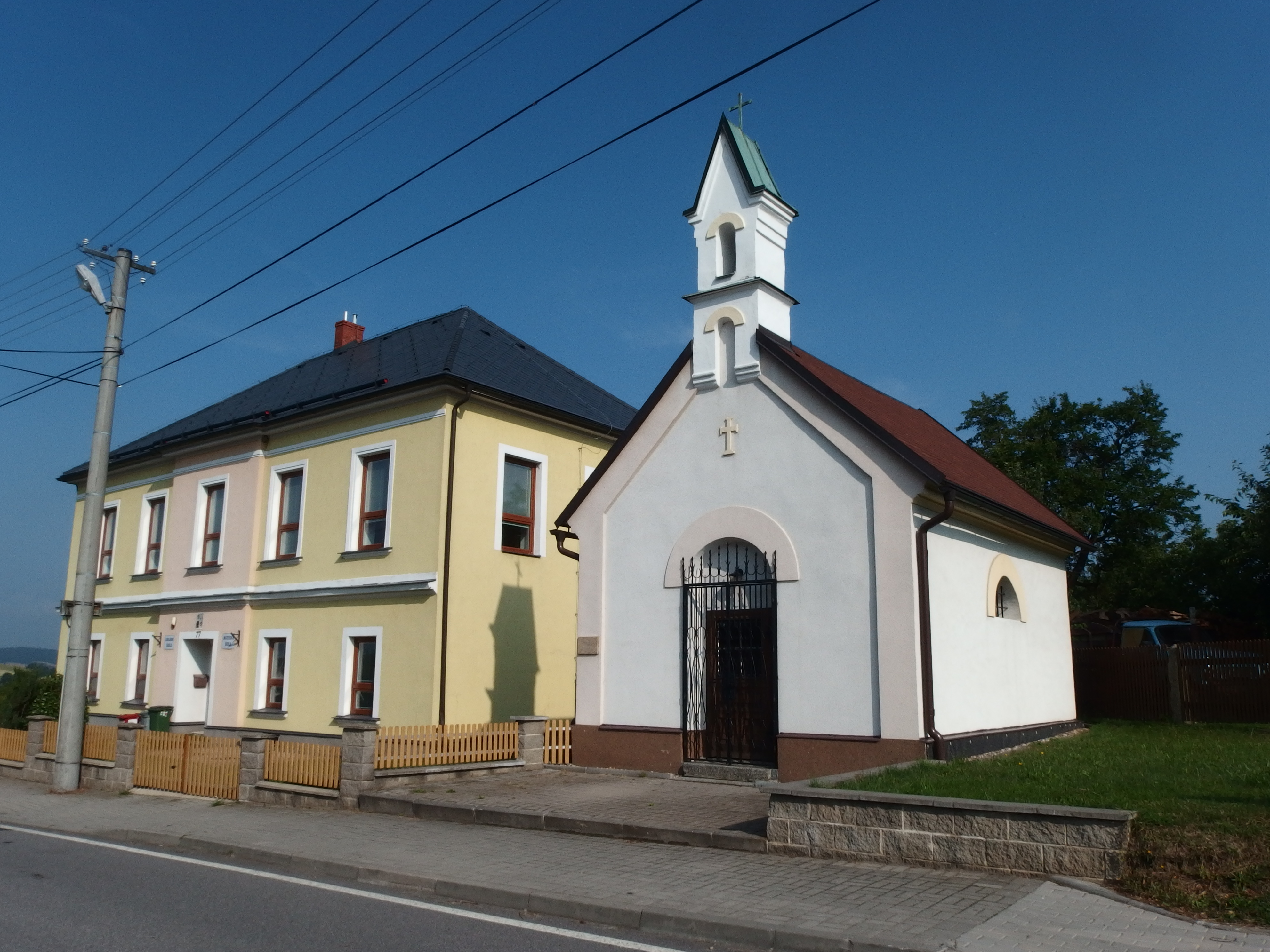
Základní a mateřská škola a sv. Petra a Pavla
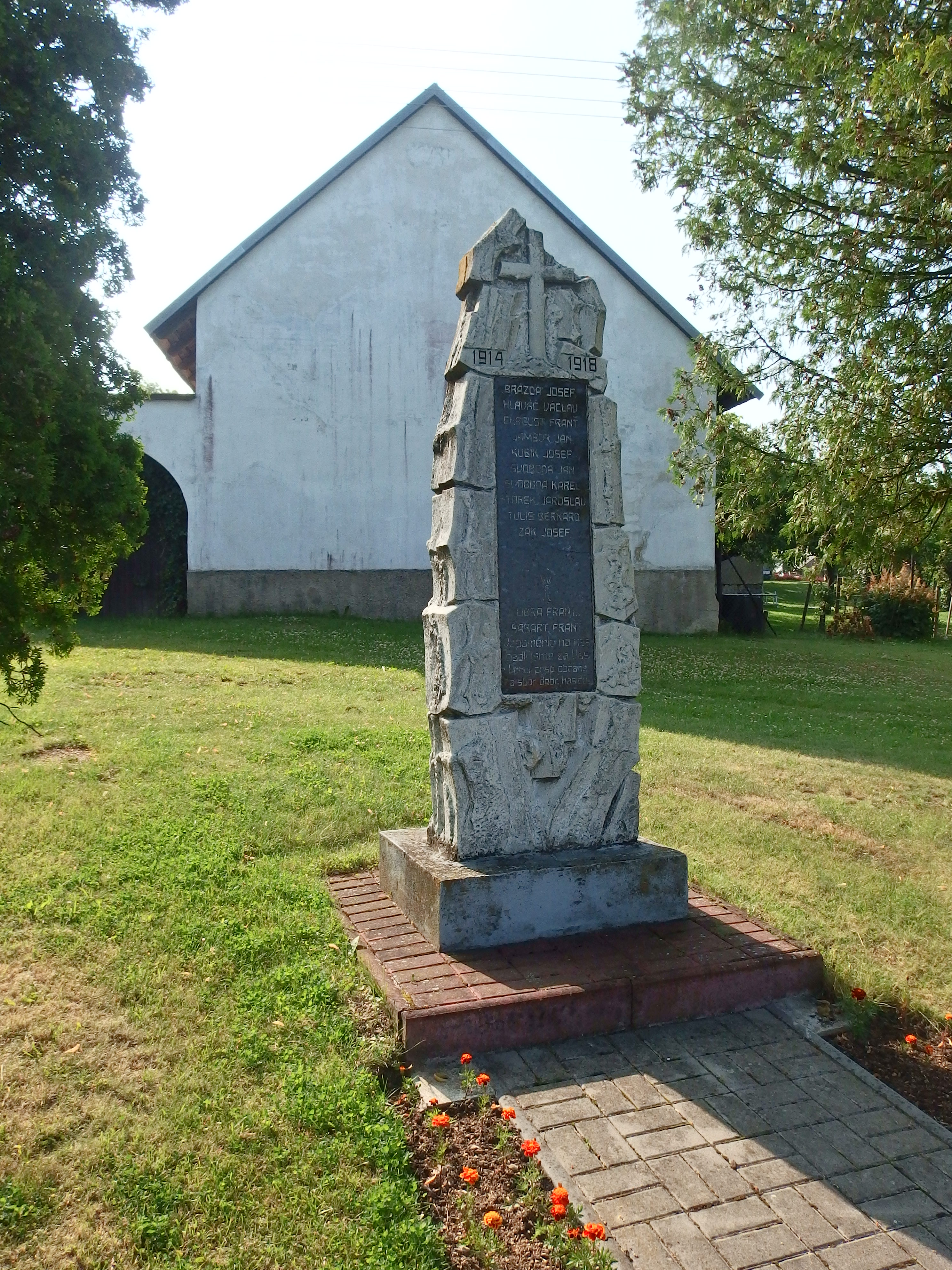
Pomník obětem I. sv. války
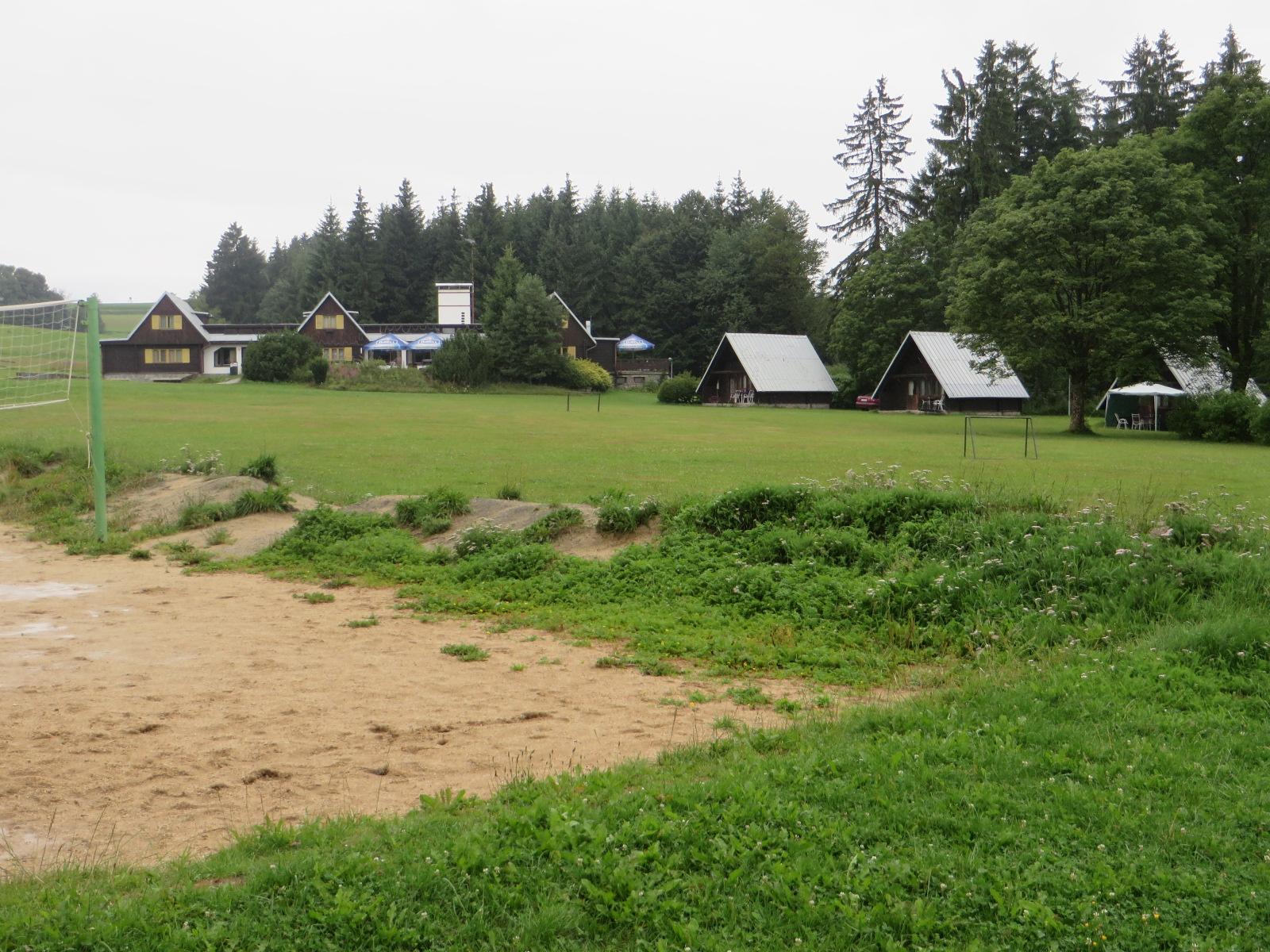
Rekreační středisko u Zuberského rybníka

## Obyvatelstvo
| Rok            | 1869 | 1880 | 1890 | 1900 | 1910 | 1921 | 1930 | 1950 | 1961 | 1970 | 1980 | 1991 | 2001 | 2006 | 2014 |
| Počet obyvatel | 485  | 523  | 498  | 445  | 490  | 471  | 407  | 340  | 371  | 344  | 349  | 350  | 356  | 399  | 453  |

## Školství
- Základní škola a Mateřská škola Zubří